# Euphorbia jamesonii
Euphorbia jamesonii es una especie fanerógama perteneciente a la familia de las euforbiáceas.

## Distribución
Es endémica de Ecuador. Su natural hábitat son las húmedas montañas tropicales o subtropical o las zonas de arbustos tropicales y subtropicales secos.

## Descripción
Es una planta herbácea endémica de Ecuador, donde puede ser común en áreas alteradas de la seca o húmeda vegetación interandina. Conocida a partir de dos poblaciones, una cerca de Oña, cerca del río León, y otro en el valle del Río Guayllabamba. Puede persistir en los remanentes de vegetación, especialmente en las provincias de Cotopaxi y Tungurahua. Las principales amenazas son los incendios y el pastoreo.

## Taxonomía
Euphorbia jamesonii fue descrita por Pierre Edmond Boissier y publicado en Centuria Euphorbiarum 11. 1860.
Etimología
Euphorbia: nombre genérico que deriva del médico griego del rey Juba II de Mauritania (52 a 50 a. C. - 23), Euphorbus, en su honor – o en alusión a su gran vientre –  ya que usaba médicamente Euphorbia resinifera. En 1753 Carlos Linneo asignó el nombre a todo el género.
jamesonii: epíteto otorgado en honor del botánico escocés afincado en Ecuador William Jameson (1796 - 1873).
Sinonimia
- Chamaesyce jamesonii (Boiss.) G.L.Webster (1999).).[6][7]